# Nattawut Srimhok
Nattawut Srimhok (ณัฐวุฒิ ศรีหมอก), más conocido como F.HERO y Fakking Hero (ฟักกลิ้ง ฮีโร่) (22 de septiembre de 1982), es un rapero, compositor y actor tailandés. Solía estar en Sing Nuer Suer Tai y Gancore Club antes de pasar al sello discográfico High Cloud Entertainment que el mismo fundó.

## Biografía
Nattawut nació el 22 de septiembre de 1982 en la provincia de Chiang Rai. Es el hijo del fallecido Noppadol Srimok. Cuando era pequeño su madre se separó de su padre.
Nattawut completó sus estudios en la educación primaria Darunrat Wittaya School, la educación secundaria en MaeSaiPrasitsart School, y en la Facultad de Derecho de la Universidad Ramkhamhaeng

## Vida personal
Nattawut le propuso matrimonio a Belle Yupaporn en una sala de cine en Kantana antes de tener una boda pequeña, sencilla y caótica el 30 de noviembre de 2017 después de tener un noviazgo con ella desde el 4 de abril de 2013. Tiene una hija llamada Norn Srimok "Chujai", que nació el 26 de febrero de 2015.

## Discografía

### Obras musicales
Álbum Gancore Club 2 (2007)
| Nº | Canción               | Colaboración |
| -- | --------------------- | ------------ |
| 1  | Gancore Club ก้านคอคลับ | —            |
| 2  | แร็พเปอร์ล้านนา          | Joey Boy     |
| 3  | แต่...แรด              | Joey Boy     |
| 4  | สิงห์เหนือเสือใต้          | —            |
| 5  | ว่าพรือน้องสาว           | —            |
| 6  | Fukking Hero          | —            |
| 7  | Missin' Home          | —            |
| 8  | ก้านคอทองแดง           | —            |
| 9  | โต่วจี่โจ่ยซ้านโป๊ว         | —            |
| 10 | นอน (None)            | Suburbian    |
| 11 | ความรู้ท่วมหัว            | OD.Wan       |
| 12 | เจ๊า                   | Geicha       |
| 13 | SH                    | —            |

Álbum Sing Nuer Suer Tai II (2005)
| Nº | Canción                              | Colaboradores                  |
| -- | ------------------------------------ | ------------------------------ |
| 1  | Good                                 | —                              |
| 2  | Hip Hip                              | —                              |
| 3  | ล้ม                                   | —                              |
| 4  | Summer's Time                        | MissLove                       |
| 5  | It's Alright                         | —                              |
| 6  | โอเด็ด                                | Thinny-P                       |
| 7  | High Cholesterol Boy                 | Fat Boy สลัม                    |
| 8  | ไท                                   | Jacarr Production, กุ๊ย Anti แม้ว |
| 9  | ว่าพรือน้องสาว pt.2 (ก็เธอน่ะมีแฟนหรือยังจ๊ะ) | —                              |
| 10 | สัตว์เลี้ยงลูกด้วยเงิน                      | —                              |
| 11 | คนเห็นหมี                              | —                              |
| 12 | Bye                                  | MD                             |
| 13 | A Day                                | MissLove                       |

INTO THE NEW ERA (2019)
CD 1
| Nº | Canción                               | Colaboradores                 |
| -- | ------------------------------------- | ----------------------------- |
| 1  | Intro                                 | —                             |
| 2  | F.HERO                                | Ohm (COCKTAIL)                |
| 3  | You Don't Know What I've Been Through | KH                            |
| 4  | คาด-ตะ-กอน                            | —                             |
| 5  | A Better Tomorrow                     | Amp, CHITSWIFT, Repaze        |
| 6  | Skit Bring It Back                    | —                             |
| 7  | Takin' Over                           | Twopee Southside              |
| 8  | Half of It (Remix)                    | —                             |
| 9  | Alarms (สวัสดีวันจันทร์)                   | Pongsit Kampee                |
| 10 | Skit แม่ปลุก                            | —                             |
| 11 | ใหญ่แล้วอดเอา                           | Soontaree Vechanont, MVL, PMC |
| 12 | ไม่จีรัง                                 | Aed (Carabao)                 |
| 13 | Fantasy                               | TATTOO COLOUR                 |
| 14 | Leave Me                              | Ink Waruntorn, NICECNX        |
| 15 | อยู่ที่ใจ                                 | WANYAi                        |
| 16 | บนพระจันทร์                             | Kathawut Thongthai            |
| 17 | Michael Collins                       | Boy (LOMOSONIC)               |

CD 2
| Nº | Canción              | Colaboradores                              |
| -- | -------------------- | ------------------------------------------ |
| 1  | Intro No Fear        | —                                          |
| 2  | Like A Boss          | DABOYWAY, Mindset, FIIXD                   |
| 3  | Marathon             | BOTCASH, Nap, Run (Retrospect)             |
| 4  | ยับ (BOTCASH Remix)   | SIRPOPPA, PERM.YARB, NAME MT, AUTTA, MILLI |
| 5  | When I See You Again | LULA                                       |
| 6  | Sry                  | MAIYARAP                                   |
| 7  | มีแค่เรา               | LAZYLOXY, OG-ANIC                          |
| 8  | Skit เพื่อนชวน         | —                                          |
| 9  | Yan Chao (ยันเช้า)     | JSPKK, M-PEE, FIIXD                        |
| 10 | Unforgiven (พระอภัย)  | UrboyTJ, Amp                               |
| 11 | โสด up Skill         | Wonderframe                                |
| 12 | Do You               | BamBam                                     |
| 13 | เสือสิ้นลาย             | P-Hot, YOUNGOHM, FYMME                     |
| 14 | Railway (ราง)        | Surachai Chantimatorn                      |
| 15 | Chang Mang           | All Stars                                  |

Obras de bandas sonoras de películas y dramas televisivos.
| Año  | Canción                              | Artista(s) colaborador(es)     | Notas |
| ---- | ------------------------------------ | ------------------------------ | ----- |
| 2006 | สหายร่วมชาติ                           | —                              | —     |
| 2009 | ราตรีสวัสดิ์                             | ธีร์ ไชยเดช                      | —     |
| 2015 | เซนติเมตร (Centimetres)               | —                              | —     |
| 2015 | ชูใจ                                  | —                              | —     |
| 2016 | สวย (Beautiful Girl) [BOTCASH Remix] | สุรชัย สมบัติเจริญ                  | —     |
| 2016 | พลังแสงอาทิตย์                          | คิว (Flure)                     | —     |
| 2016 | #เผ็ช                                 | Botcash                        | —     |
| 2018 | Once in a Lifetime                   | Gavin.D                        | —     |
| 2019 | ยาว (สู้ติละ)                           | VKL, JJAZZSPER (Prod. by NINO) | —     |

## Colaboraciones
- มันใหญ่มาก (2017)
- Sleep Now (con The Toys) (2018)
- Hot Girls (con Lydia) (2018)
- รอไรร (2019)
- Yan Chao (con JSPKK, M-PEE, & FIIXD) (2019)
- มหาสงกรานต์ (con Jintara Poonlarp) (2020)
- Slipped Your Mind (con Tilly Birds) (2020)
- Kon Bahn Diow Gun (2020)
- Double (con PIMRYPIE, BOOM BOOM CASH y M-PEE) (2021)
- ช่วงเวลาพิเศษ (2021)
- Money Honey (con UrboyTJ) (2021)
- Mirror Mirror (con MILLI, Changbin (Stray Kids) ) (2021)
- Amazing Thailand (con BOOM BOOM CASH) (2021)
- Skrrt (con BamBam) (2022)
- คอแห้ง... แจ้งเพื่อน (ม่วนหลาย) (com Lamyai Haithongkham) (2022)
- Run The Town (con VannDa) (2022)
- White Gold Diamond Ring(2022)
- คอแห้ง...แจ้งเพื่อน (con Potato) (2022)
- Irreplaceable (con Youngjae) (2022)
- Zoom (con Bear Knuckle) (2021)
- Self Love (con Tiger JK, Yoonmirae & Billkin) (2022)
- Gummy Yummy (con JARVIS) (2023)
- Vacay (con Nene) (2023)
- Leave It All Behind (con Bodyslam & Babymetal) (2024)